# Hesburger

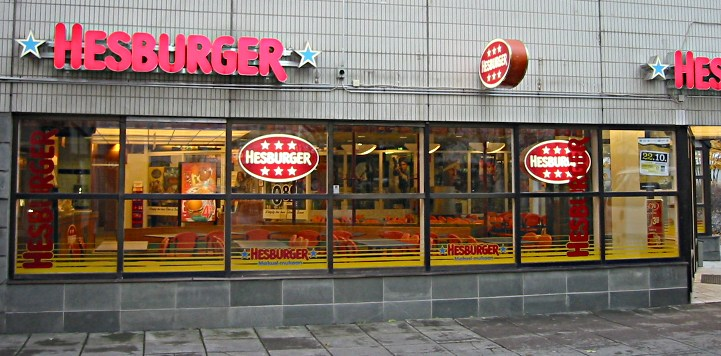
Ресторан Hesburger в Эспоо

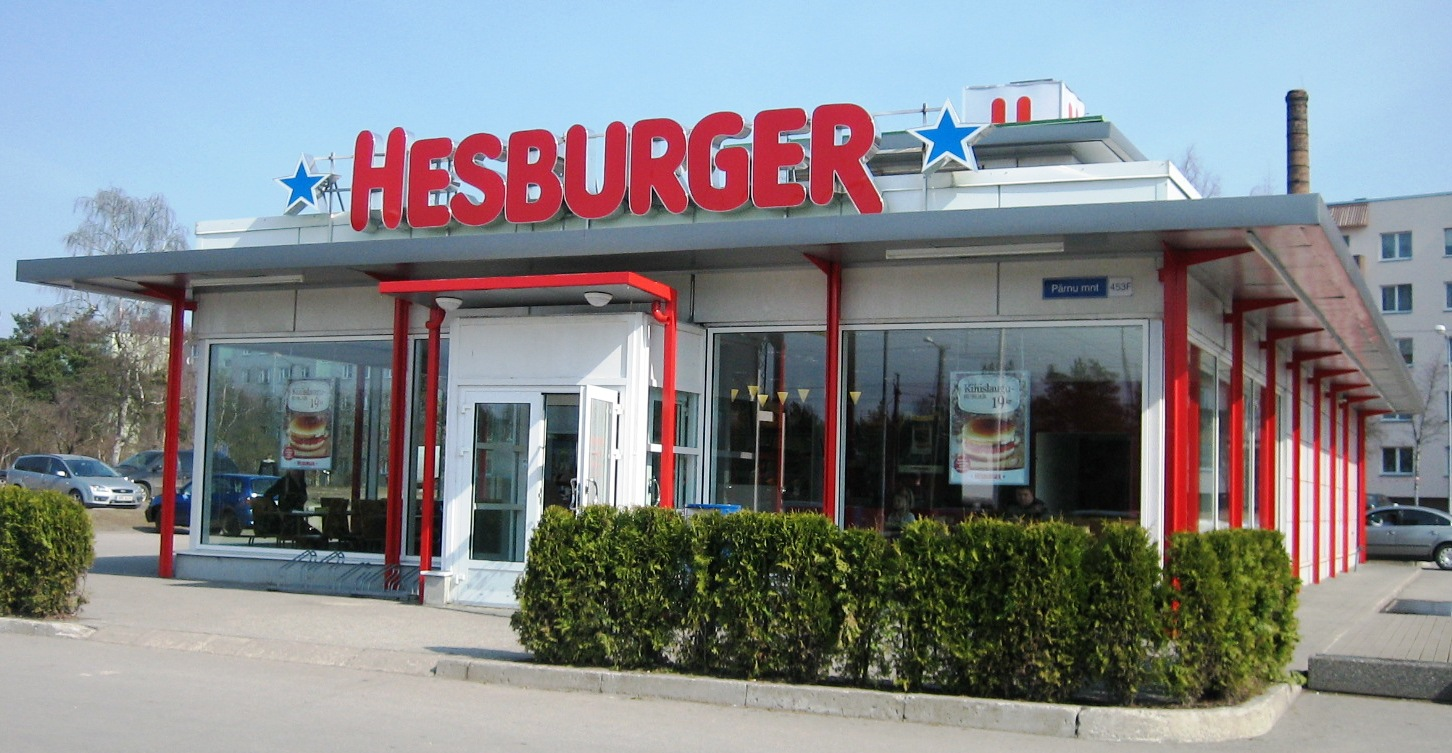
Hesburger в Таллине

Hesburger (Хесбургер) — финская сеть ресторанов быстрого питания, центральный офис расположен в Турку.
Крупнейшая в Финляндии сеть ресторанов, торгующая бургерами. Существуют как собственные точки, так и открытые по франчайзинговой схеме. Большинство ресторанов сети оснащены Wi-Fi-покрытием, некоторые используют RFID-метки и другие цифровые технологии для ускоренного обслуживания клиентов. Существует также гостиница Hesburger Hotel, расположенная в Турку, на первом этаже отеля действует круглосуточный ресторан, все номера гостиницы также предлагают бесплатный доступ в интернет.

## История
Основана 1966 году Хейки Сальмелой. Изначально это был уличный киоск быстрого питания в Наантали. В 1980 году Сальмела открыл ресторан в Турку под названием Hesburger, ставший первой точкой будущей сети.
К 1992 году насчитывалось всего 12 ресторанов Hesburger, в последующие 10 лет сеть расширилась до 200 ресторанов в 60 городах по всей Финляндии, поглотив в 2002 году своего главного конкурента — Carrols. Hesburger также расширился на международные рынки, открыв свои рестораны в странах Балтии и в Германии, позднее — и в других странах.
Всего сеть располагает более, чем 400 ресторанами в 9 странах мира. Около половины точек открыты в Финляндии, более 100 ресторанов действуют в трёх балтийских странах, более 30 точек в России, функционируют рестораны в Германии, на Украине, в Белоруссии, в Болгарии. Ранее сеть действовала в Сирии (2004—2006), Казахстане (2014—2015) и Турции (до 2015).

## В России
Первые попытки зайти на российский рынок были предприняты в конце 80х. Так, летом 1988 года через «Совместное Советско-финское предприятие» в Ленинграде, а позже в Выборге и Петрозаводске были открыты уличные палатки под брендом Liha Polar, они были выполнены в цветовой гамме Hesburger. В меню были гамбургеры, чизбургеры, картофель фри и другие традиционные для ресторанов быстрого питания блюда. В конце 1990-х годов сеть прекратила своё существование.
Первый российский Hesburger открылся в январе 2010 года в Москве, а через год в Санкт-Петербурге. Сеть работала на правах мастер-франшизы ООО «Русбургер», принадлежащая мясопромышленной компании «Останкино». К концу 2012 года Hesburger открыл ещё 13 ресторанов, а также с помощью партнеров запустила рестораны в Уфе, Красноярске и на Дальнем Востоке.
В декабре 2013 года Hesburger сменил владельца, им стала группа компаний «МегаГрупп».
29 марта 2022 года компания Burger-In Oy объявила о медленном уходе Hesburger с российского и белорусского рынков; 4 из них находится в Белоруссии и 40 в России.
В мае группа компаний «МегаГрупп» зарегистрировала бренд SuperBurger, логотип нового ресторана напоминает традиционный логотип финского Hesburger. Он выполнен в тех же цветах, а также присутствуют и устоявшиеся звёзды.
Осенью 2023 года «МегаГрупп» на базе Hesburger открыл новый ресторан Pap'sBurger с сохранением меню финской бургерной. На территории России работают 15 ресторанов Pap'sBurger.